# Pince à champagne

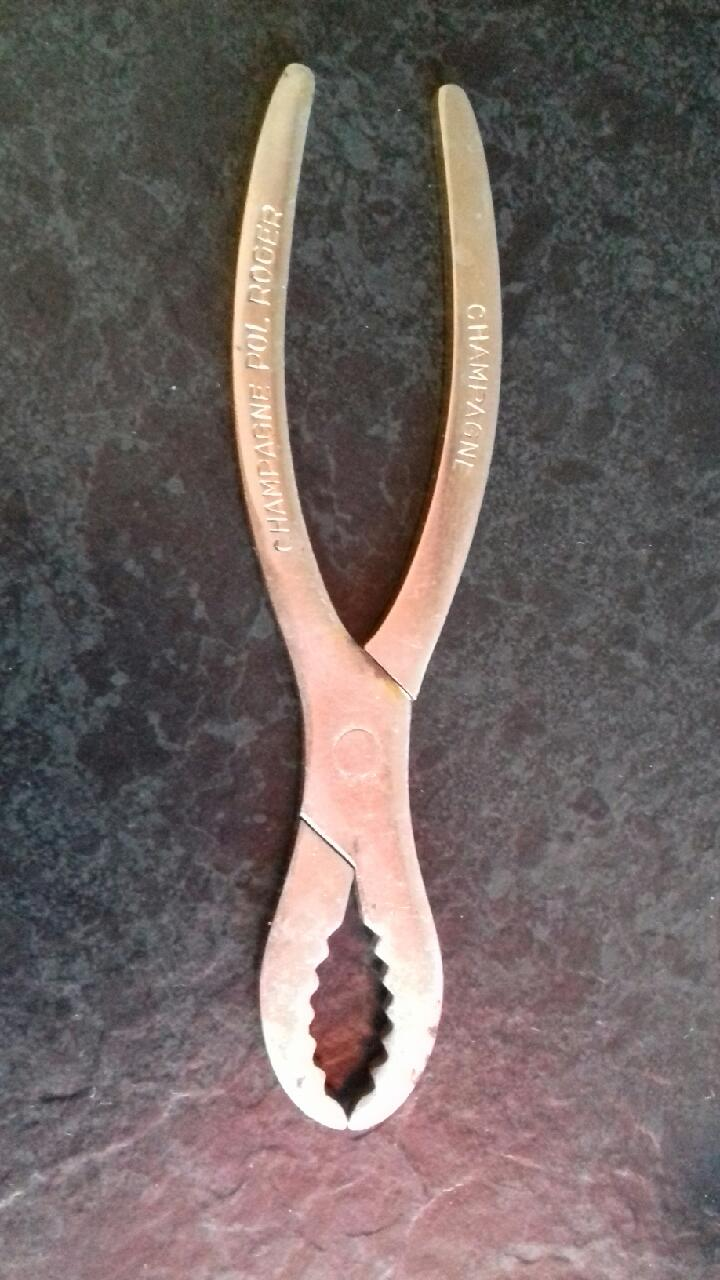
Une pince à champagne.

Une pince à champagne est un outil aidant au débouchage des bouteilles de vins pétillants, particulièrement le champagne. Elle permet de se saisir de la partie du bouchon qui émerge du goulot. Parfois, son extrémité permet également de couper le fil de fer qui encage le bouchon. Dans un usage ancien, le terme désigne d'ailleurs parfois un crochet métallique tranchant monté sur un manche et permet de couper ce fil de fer.